# Cassia pruinosa
Cassia pruinosa är en ärtväxtart som beskrevs av Ferdinand von Mueller. Cassia pruinosa ingår i släktet Cassia och familjen ärtväxter. Inga underarter finns listade i Catalogue of Life.